# Chaetoamphisphaeria japonica
Chaetoamphisphaeria japonica är en svampart som beskrevs av Hara 1918. Chaetoamphisphaeria japonica ingår i släktet Chaetoamphisphaeria, divisionen sporsäcksvampar och riket svampar.   Inga underarter finns listade i Catalogue of Life.